# 安達科略 (內烏肯省)
37°10′S 70°40′W / 37.167°S 70.667°W

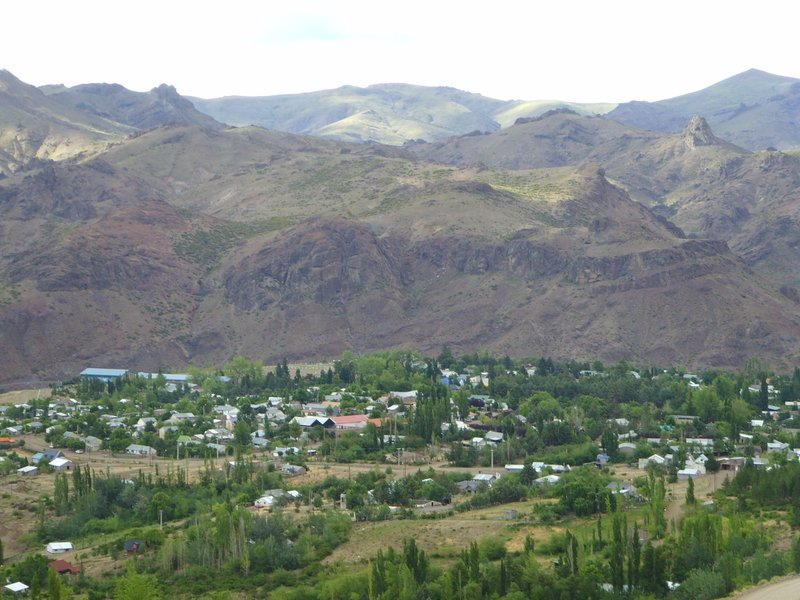
安達科略

安達科略（西班牙語：Andacollo），是阿根廷的城鎮，位於該國西部內烏肯省，是米納斯縣的首府，始建於1910年10月26日，面積338.41平方公里，海拔高度1,100米，2010年人口2,481，人口密度每平方公里7.33人。